# Brennerautobahn

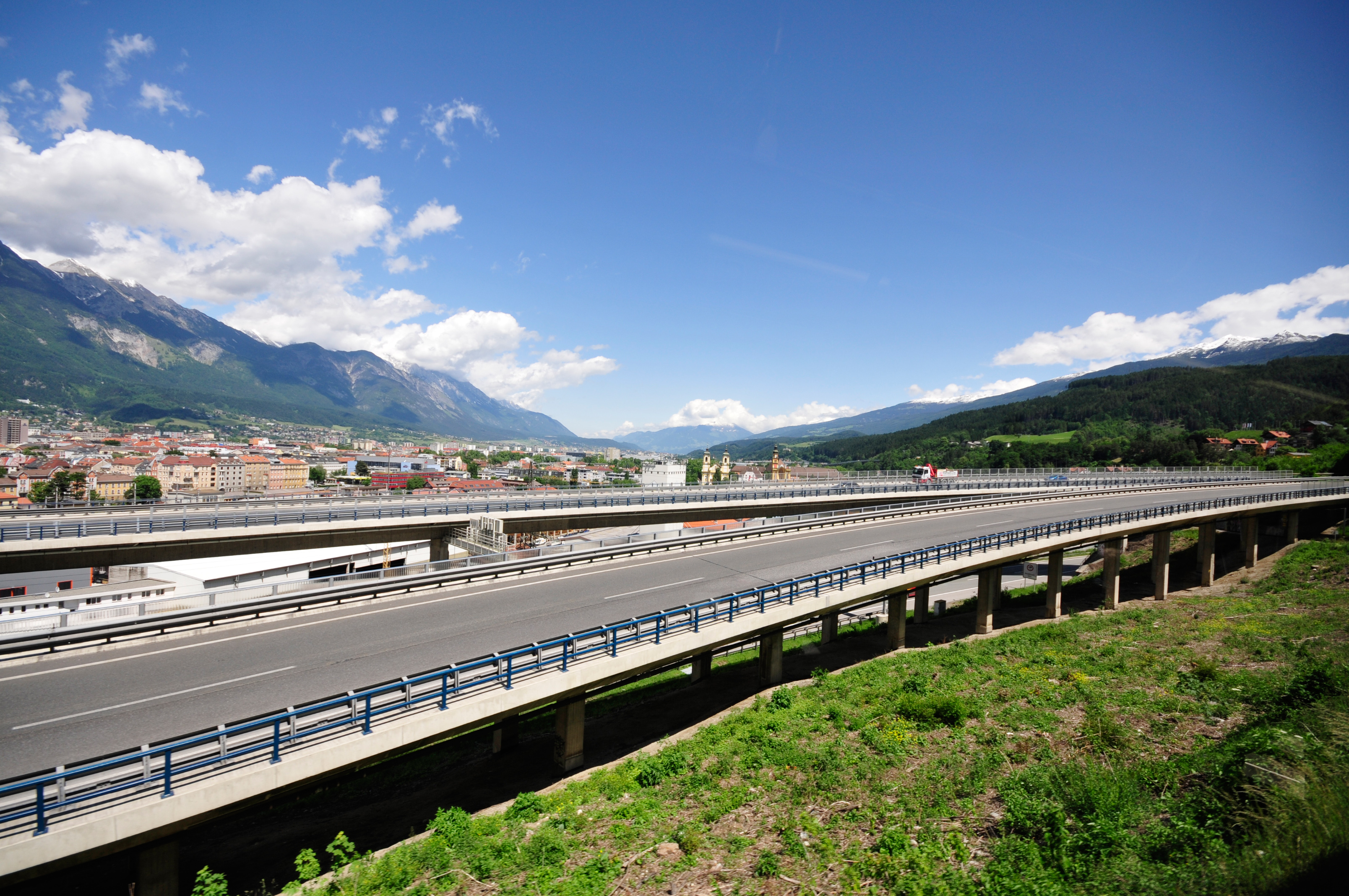
Brennerautobahn in Innsbruck

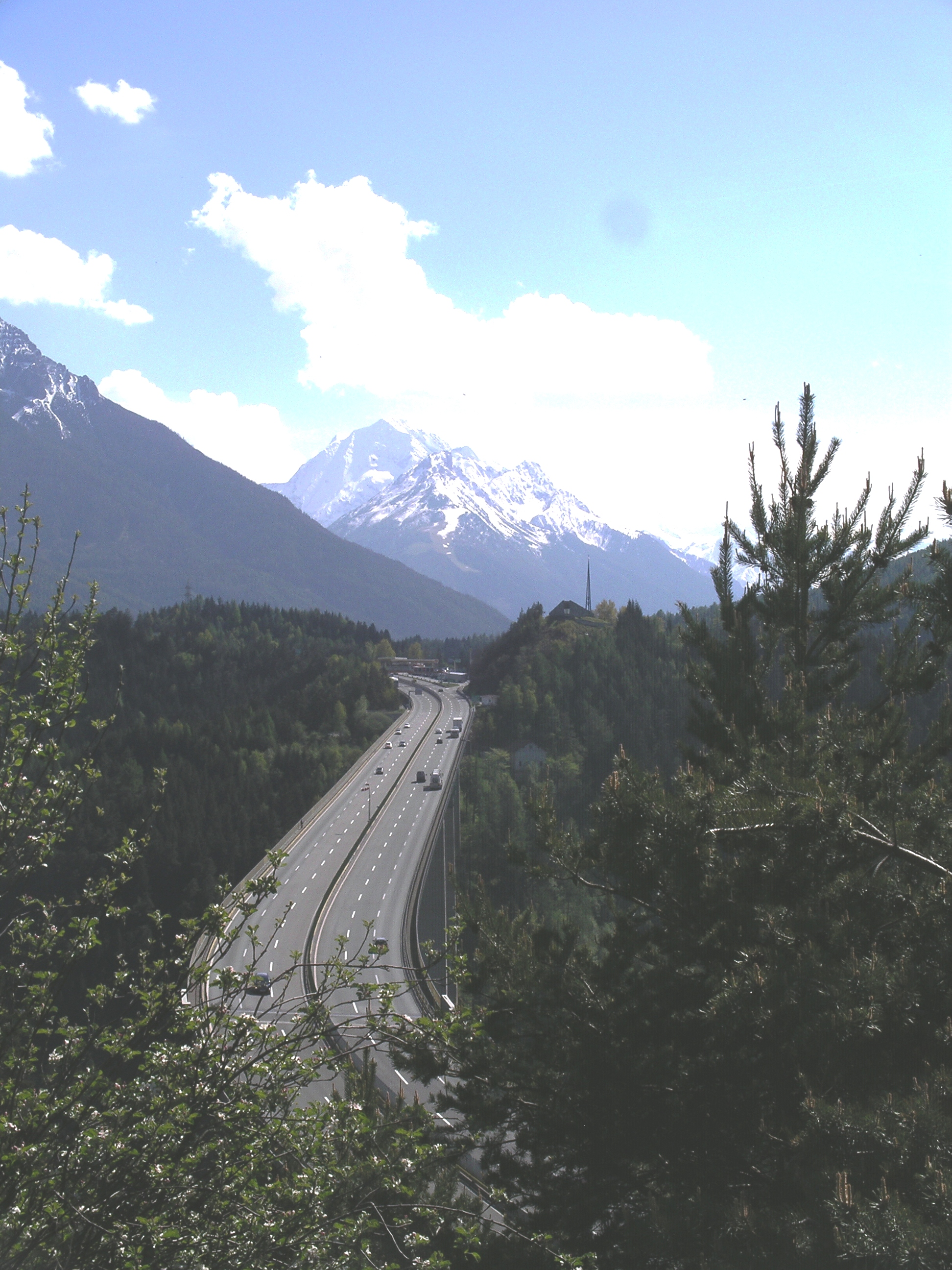
Blick nach Süden auf die Europabrücke im österreichischen Teil der Brennerautobahn

Die Brennerautobahn ist eine Autobahn, die von Innsbruck in Österreich (Brenner Autobahn, A 13) über den Brennerpass nach Modena in Italien (Autostrada A22) führt. Sie ist Teil der europäischen Nord-Süd-Verbindung mit der Europastraße 45. Sie wurde in den 1960er und  1970er Jahren gebaut und war eine der ersten Gebirgsautobahnen der Welt. Im Norden ist sie mit der A 12 Inntal Autobahn verbunden und mündet im Süden in die italienische A1.
Die Brennerautobahn ist das wichtigste und geologisch schwierigste Teilstück der europäischen Autobahn von München nach Modena. Am Brenner überquert sie die Grenze zwischen dem österreichischen Bundesland Tirol und der italienischen Provinz Südtirol.